# Diálogos de paz entre el Gobierno de Colombia y el Ejército de Liberación Nacional
Los Diálogos de paz entre el Gobierno de Colombia y el Ejército de Liberación Nacional se refiere a una serie de conversaciones y negociaciones que se llevaban a cabo en el gobierno del presidente colombiano, Juan Manuel Santos y la guerrilla del Ejército de Liberación Nacional (ELN), iniciadas en Quito el 7 de febrero de 2017 tras la liberación del excongresista Odín Sánchez Montes de Oca. Al no poder concluir el diálogo en su periodo de gobierno ni pactar un nuevo cese al fuego bilateral, las conversaciones se encuentran en etapa de suspensión ya que el sucesor presidencial de Santos, el derechista Iván Duque Márquez, impuso nuevas condiciones al ELN para la continuación de los diálogos; entre ellas, la liberación de todos los secuestrados y el cese unilateral de sus actividades criminales, condiciones que la guerrilla no aceptará mientras no haya un acuerdo entre las partes para cesar hostilidades. 
El 1 de diciembre de 2018, cuando Duque cumplía cuatro meses en el cargo, durante su visita a la posesión del presidente mexicano, el Ejército de Liberación Nacional le hizo llegar un mensaje escrito a través de un emisario, invitándolo a reanudar las conversaciones, a lo que el presidente colombiano se negó.
El 17 de enero de 2019, el ELN realiza un atentado activando un carro bomba contra la Escuela de Cadetes de Policía General Santander, provocando la muerte de 23 personas, incluyendo el autor material del atentado y una cadete de Ecuador, además de casi 100 heridos por la onda de la explosión y las esquirlas, trayendo como consecuencia el rompimiento de los diálogos de paz por parte del presidente de turno, Iván Duque, reactivando las órdenes de captura del equipo negociador de la guerrilla y solicitando formalmente al gobierno cubano la extradición de los negociadores. No obstante, aquello violaba los protocolos que habían sido acordados con el gobierno colombiano según los cuales si la negociación se rompía los países garantes, la guerrilla y el gobierno colombiano tendrían 15 días para concretar el regreso de los miembros del ELN al país. Iván Duque nunca quiso aplicar los protocolos y la delegación negociadora del ELN quedó varada en la isla de forma indefinida, lo que dio pie a que el 11 de enero de 2021, bajo la presidencia de Donald Trump y con un fuerte lobby de la diplomacia colombiana, los Estados Unidos incluyeran a Cuba en su lista de "países financiadores del terrorismo". La inclusión en la lista supone enfrentarse a estrictas sanciones.
El 21 de noviembre de 2022 el nuevo presidente de Colombia, el izquierdista Gustavo Petro, reinicia los diálogos de paz con el grupo subversivo, continuando la agenda pactada entre el ELN y el expresidente Juan Manuel Santos.

## Antecedentes
Luego de los exitosos diálogos de paz con la guerrilla de las FARC-EP, el Presidente de Colombia, Juan Manuel Santos, busca acabar de manera definitiva con el conflicto armado interno del país al entablar conversaciones de paz con la guerrilla del ELN. Esta insurgencia cuenta con unos 1.500 combatientes, concentrados mayormente en la frontera con Venezuela. El ELN, que nació en 1964, mantuvo conversaciones de paz con el gobierno de César Gaviria (1990-1994) y más adelante con el gobierno de Álvaro Uribe.(2002-2010)

### Conversaciones de paz anteriores
3 de junio de 1991: Las FARC-EP y el ELN inician en Caracas contactos con el Gobierno de César Gaviria que se suspenden en octubre.
10 de marzo de 1992: Diálogos de paz de Tlaxcala. Traslado a Tlaxcala (México) de los diálogos de paz interrumpidos cinco meses después.
15 de julio de 1998: Acuerdo Puerta del Cielo firmado en Maguncia (Alemania). El ELN se compromete a no secuestrar menores, personas mayores de 60 años y mujeres embarazadas.
7 de octubre de 1998: Apertura de diálogo entre representantes del Presidente Pastrana y del ELN, que se interrumpe un año después tras varios secuestros.
25 de abril de 2000: Pastrana anuncia el establecimiento de una zona neutral de 4.749 km² entre los departamentos de Antioquía y Bolívar durante nueve meses para iniciar un proceso de paz con el ELN.
24 de julio de 2000: Reunión en Ginebra de representantes del gobierno, ELN y sociedad civil con apoyo de España, Noruega, Suiza, Francia y Cuba.
7 de agosto de 2001: Suspensión de las negociaciones por discrepancias en zona neutral.
21 de diciembre de 2001: El gobierno reabre diálogo.
31 de mayo de 2002: Suspensión de negociaciones. El gobierno asegura que el ELN exige 40 millones de dólares para mantener a sus combatientes durante la negociación.
7 de septiembre de 2005: El Presidente Uribe autoriza la excarcelación de Francisco Galán, al que le otorga la condición de portavoz político del ELN.
16 de diciembre de 2005: Primera reunión "exploratoria" en La Habana del Gobierno y el ELN. Le seguirán otras tres en 2006.
14 de marzo de 2007: Gobierno y ELN se reúnen en La Habana con el presidente cubano Raúl Castro y el nobel Gabriel García Márquez. En abril se inicia nueva ronda de diálogos que se bloquean en agosto de ese año.

## Gobierno de Juan Manuel Santos y ELN

### Fase exploratoria 2012-2015
27 de agosto de 2012: El presidente Juan Manuel Santos confirma la apertura de un proceso de paz con las FARC-EP en Cuba e invita al ELN a sumarse.
9 de mayo de 2013: Santos condiciona el diálogo con el ELN a la liberación de secuestrados.
11 de mayo de 2015: El Presidente Santos confirma que autorizó una reunión en Cuba de los máximos jefes de las FARC-EP, Rodrigo Londoño y del ELN Nicolás Rodríguez Bautista alias Gabino.
El ELN propuso en una carta enviada a CCP una tregua bilateral como se lee en la siguiente carta:

De nuevo nos dirigimos a ustedes, con el reconocimiento por sus denodados esfuerzos por la paz de Colombia, para que se abra un verdadero proceso de Salida Política al Conflicto y se supere el estado de guerra que conduce el país a la sin salida social y política.
Recibimos con especial atención e interés, su carta del mes de enero, con la propuesta de Tregua bilateral, así como las enviadas a los compañeros de las FARC y al gobierno nacional.
Consideramos que dicha iniciativa, es un aporte valioso en los esfuerzos por concretar caminos en la creación del clima, que permita un alivio humanitario a la población y aportar en un proceso de diálogos entre la insurgencia y el gobierno nacional.
Siendo que lo anterior sería lo más acertado en la dirección que ustedes lo han planteado, observamos la postura reiterada del presidente Santos, de rechazar cualquier aporte a la paz, que salga de niveles diferentes a su mismo gobierno, que hasta hoy solo ha expresado una postura guerrerista y pacificadora, lo cual bloquea valiosos aportes a la paz de Colombia, donde la guerrillera expresados por importantes organizaciones nacionales y de gobiernos, interesados en la paz para nuestro país.
Ante esa realidad, pensamos que sería más conducente, que las partes nos planteáramos la Tregua Bilateral, en el marco de una mesa de diálogos y dentro de una agenda de Salida Política Al conflicto, que a su vez abarcara otros asuntos sustanciales, tanto en el respeto al Derecho Internacional Humanitario, en la atención a los reclamos y luchas populares, como parte esencial del camino de superación definitiva del conflicto, hacia la justicia y equidad social, la democracia y la soberanía, en un proceso donde el pueblo y la nación, sean sujetos del país que todos queremos y soñamos y donde la Comunidad internacional, aporte con su sabiduría y experiencia.
En todo caso, estamos abiertos a que sigamos un intercambio fluido y conjugando esfuerzos, porque es indispensable recoger todas las iniciativas conducentes a la verdadera paz, para esta patria herida y al borde del abismo.
En el espíritu de mantener nuestro intercambio epistolar y directo, les reiteramos nuestra admiración y respeto.
Cordialmente,
Colombia para los trabajadores
Ni un paso atrás liberación o muerte
Comando Central del ELN
Montañas de Colombia.

En septiembre de 2015, se anunció por parte de la exsenadora de la república y facilitadora del proceso, Piedad Córdoba, que desde hace 14 meses empezó en Ecuador la fase exploratoria para empezar a concretar una agenda para los diálogos de paz entre el gobierno colombiano y el ELN en 2016. Como muestra de voluntad de parte del gobierno, el presidente Santos ordena al Ejército Nacional la búsqueda de los restos del sacerdote Camilo Torres, antiguo comandante del ELN y pionero de la Teología de la Liberación en Colombia y Latinoamérica, abatido en 1966 en el departamento de Santander y cuyos despojos fueron enterrados en paradero desconocido. El 30 de marzo de 2016, el gobierno colombiano y la guerrilla del ELN anunciaron en conjunto el inicio formal del proceso de paz para acabar el conflicto armado; la agenda de los diálogos contempla 6 puntos a discutir:
1. Participación de la sociedad.
2. Democracia para la paz.
3. Víctimas.
4. Transformaciones para la paz.
5. Seguridad para la paz y dejación de las armas.
6. Garantías para el ejercicio de la acción política.[7]

### 2016
La Misión de Observación Electoral de la OEA pidió al ELN declarar un cese al fuego unilateral como muestra de respeto ante el acontecimiento histórico de la firma de los acuerdos de paz con las FARC-EP y el plebiscito para refrendarlos. El ELN acepta. El Presidente Santos condiciona la negociación con el ELN a la liberación de los secuestrados en su poder.

#### Marco
El 30 de marzo de 2016, después de más de 24 meses de fase exploratoria, al tiempo que se desarrollaban los diálogos con las FARC-EP en La Habana, el gobierno colombiano y la guerrilla del ELN anunciaron en Caracas (Venezuela) el inicio formal del proceso de paz para acabar el conflicto armado entre las partes, siendo Ecuador, Venezuela, Brasil, Chile, Noruega y Cuba los países garantes en el inicio del proceso (en 2018 se retira Ecuador como país garante y sede de las negociaciones, y Venezuela deja de ser reconocido como país garante en ese mismo año por el gobierno nacional).
Se estableció Ecuador como sede fija donde se desarrollarán las conversaciones y Venezuela, Chile, Brasil y Cuba como ubicaciones itinerantes.
La agenda de los diálogos contempla seis (6) puntos a discutir:
1. Participación de la sociedad.
2. Democracia para la paz.
3. Víctimas.
4. Transformaciones para la paz.
5. Seguridad para la paz y dejación de las armas.
6. Garantías para el ejercicio de la acción política.[10]

La primera ronda de los diálogos estaba programada para iniciar en mayo de 2016 en Ecuador, pero con los secuestros y acciones terroristas realizadas por el ELN, el gobierno se negó a iniciar la negociación hasta que liberaran a todos los secuestrados. El requisito fundamental por parte del gobierno era la liberación del excongresista secuestrado Odín Sánchez Montes de Oca.
abril de 2016: la guerrilla canjea por razones de salud al exgobernador Patrocinio Sánchez Montes de Oca, a quién tenían secuestrado, por su hermano Odín.
2 de mayo de 2016: Alias Gabino rechaza la condición de liberar a los secuestrados para avanzar en un acuerdo de paz.
11 de mayo de 2016: La Fiscalía General de Colombia acusa a la cúpula del ELN por más de 15.000 delitos cometidos en los últimos 30 años.
6 de julio de 2016: El gobierno asegura que el ELN ha asesinado a 21 soldados y policías desde enero, lo que impide el avance en las negociaciones.
2 de octubre de 2016: El ELN deja en libertad al último de los 4 arroceros que mantenían en su poder en Arauca.
6 de octubre de 2016: Liberación del exalcalde de Charalá Fabio León Ardila, secuestrado desde el 30 de junio.
23 de octubre de 2016: El Presidente Santos designa al exministro Camilo Restrepo como Jefe del Equipo Negociador del Gobierno.
26 de octubre de 2016: Se anuncia el nombre de Israel Ramírez Pineda, alias Pablo Beltrán, como Jefe del Equipo Negociador del ELN.

### 2017
18 de enero de 2017: Gobierno y guerrilla anuncian que las negociaciones arrancarán el 7 de febrero en Quito tras la liberación de Odín Sánchez y el indulto por parte del gobierno a dos guerrilleros.
30 de enero de 2017: El Gobierno de Santos dejó en libertad a dos guerrilleros presos que habían sido nombrados gestores de paz: Eduardo Martínez, hermano de alias Antonio García, miembro del Comando Central (COCE) del ELN y Juan Carlos Cuellar, quienes estaban presos en la Cárcel Palogordo de Girón (Santander) donde se gestionó el indulto de estos guerrilleros condenados por rebelión.
2 de febrero de 2017: Es liberado el excongresista Odín Sánchez por parte del ELN, abriendo así la puerta al inicio de las negociaciones el 7 de febrero. A pesar del comienzo de los diálogos de paz, el ELN secuestró en junio de ese año durante una semana a dos periodistas holandeses que estaban en el Catatumbo haciendo trabajo periodístico, además de seguir perpetrando ataques durante el transcurso del año a la Fuerza Pública y a la infraestructura petrolera en Arauca.

#### Inicio de la negociación
7 de febrero de 2017: Tras a liberación del último secuestrado en manos del ELN, el excongresista Odín Sánchez Montes de Oca, se instaló en Quito (Ecuador), de manera oficial, la fase pública de negociaciones para la culminación del conflicto armado con el grupo insurgente.
6 de abril de 2017: Concluye el primer ciclo de las conversaciones. Las partes anuncian que pondrán en marcha un programa de desminado humanitario.
27 de abril de 2017: El ELN ataca el oleoducto Caño Limón-Coveñas. El Gobierno indica que es un freno al diálogo.
17 de mayo de 2017: Gobierno y ELN inician el segundo ciclo de diálogo en Ecuador.
30 de junio de 2017: Las partes acuerdan crear un equipo conjunto de pedagogía y comunicación para la paz y formar un grupo de países de apoyo al proceso de paz.
24 de julio de 2017: Comienza el tercer ciclo de diálogos en Quito.
5 de septiembre de 2017: Concluye tercer ciclo de negociaciones acordando el cese al fuego bilateral hasta enero de 2018, aprovechando la visita del Papa Francisco a Colombia.
25 de octubre de 2017: Comienza el cuarto ciclo de negociaciones. Al mismo tiempo, el ELN confirmó haber asesinado al líder indígena Aulio Isaramá en el departamento del Chocó por, presuntamente, tener relaciones con la inteligencia militar colombiana.
27 de noviembre de 2017: Enfrentamientos entre integrantes del ELN y disidencias de las FARC-EP dejan 13 personas muertas en zona rural del municipio nariñense de Magüí Payán. Por su parte las autoridades departamentales, luego de recoger información entre los habitantes del municipio, concluyen que fue una masacre del ELN donde, aparte de disidentes, fueron asesinados un líder comunitario y una mujer en estado de embarazo.
1 de diciembre de 2017: Finaliza el cuarto ciclo de negociaciones.
4 de diciembre de 2017: Camilo Restrepo renuncia como Jefe del Equipo Negociador del gobierno, aduciendo razones personales y profesionales.
6 de diciembre de 2017: Renuncia como miembro de la delegación negociadora del gobierno el general en retiro Eduardo Herrera Berbel.
19 de diciembre de 2017: El presidente Juan Manuel Santos designa como nuevo Jefe del Equipo Negociador al exvicepresidente y exministro Gustavo Bell Lemus.

#### Cese al fuego (4 de septiembre de 2017-9 de enero de 2018)
El 4 de septiembre de 2017 se firmó en Quito un cese al fuego de 102 días que entrará en vigor el 1 de octubre de 2017. El acuerdo se alcanzó dos días antes de la visita oficial del Papa Francisco a Colombia.
El Presidente Santos realizó una declaración institucional con el anuncio señalando: "Hoy, 4 de septiembre, exactamente cinco años después de que anunciamos el acuerdo marco con las FARC que nos condujo a la paz con esa organización guerrillera vamos a firmar en Quito, después de intensas negociaciones que terminaron esta madrugada, un acuerdo para declarar un cese al fuego y de hostilidades bilateral con el ELN".
La tregua empezará formalmente el 1 de octubre y se prolongará hasta el 12 de enero de 2018, renovándose en la medida en que se cumpla y se avance en las negociaciones sobre los demás puntos. Durante el cese al fuego el ELN "cesará los secuestros, los ataques a oleoductos y demás hostilidades contra la población civil" señaló el presidente Santos. Y el gobierno, por su parte, se compromete a no realizar operativos militares en las zonas de influencia del ELN.
El primer alto el fuego del grupo terminó la noche del martes 9 de enero sin poder acordar previamente una prolongación del mismo ya que los problemas logísticos impidieron que las dos partes se reunieran a la hora programada para el lunes, según dijo el gobierno. Tras reiniciarse los ataques del ELN, el presidente Santos ordenó el 10 de enero la retirada del equipo negociador del gobierno en Quito para evaluar la continuidad del proceso.

### 2018
5 de enero de 2018: Enfrentamientos en zona rural del municipio de Bolívar (Cauca) entre bandas criminales y el ELN dejan 7 muertos; entre ellos, un civil alcanzado por una bala perdida.
7 de enero de 2018: El presidente Santos anuncia a los nuevos integrantes que reforzarán la delegación del gobierno en los diálogos de paz. Entre los nuevos miembros se destacan los generales en retiro Fredy Padilla de León y Carlos Rojas; este último, parte de los diálogos con las FARC-EP.
9 de enero de 2018: Comienza el quinto ciclo de negociaciones para acordar la prolongación del cese al fuego bilateral y terminar con el primer punto de la agenda de paz.
10 de enero de 2018: El presidente Santos ordena el regreso de Quito del equipo del Gobierno que negocia la paz: Después que esa guerrilla reanudara sus acciones terroristas, el gobierno ordenó el regreso de la delegación negociadora a Bogotá para evaluar la continuidad del proceso sin haber iniciado el quinto ciclo de conversaciones. Las negociaciones debían haberse reanudado el día anterior para acordar un nuevo cese al fuego bilateral, pero los insurgentes reiniciaron con sus ataques 2 horas después de haber caducado el cese de hostilidades. Las primeras acciones de guerra del ELN fueron dirigidas contra instalaciones petroleras y las fuerzas armadas. Volaron con explosivos 2 tramos del oleoducto Caño Limón-Coveñas en los departamentos de Arauca y Boyacá. Ello obligó a suspender el bombeo entre los campos de producción, operados por Occidental, y un puerto del Mar Caribe, desde donde se exporta el crudo, provocando también un daño ambiental de considerables proporciones. Integrantes del mismo grupo rebelde lanzaron una granada contra una base de la Infantería de Marina en Arauquita, en el departamento de Arauca, provocando heridas a dos militares y asesinando a un soldado a manos de un francotirador.[cita requerida] Los negociadores del ELN consideraron que el cese el fuego, que tenía como propósito “mejorar la situación humanitaria de la población”, fue logrado “a medias” por la actitud del Gobierno, aunque dijeron mantener su decisión de “darle continuidad a este logro” y dijeron que no debe de alterarse el curso de las conversaciones.
11 de enero de 2018: Dos patrulleros de la Policía Nacional son asesinados por milicianos del ELN en zona urbana de Arauca (Arauca). Los responsables son capturados 4 días después; entre los capturados, se encuentra un ciudadano venezolano. También se registró el asesinato de otro patrullero de la policía en la misma población.
13 de enero de 2018: Dos personas que se identificaron como miembros del Ejército de Liberación Nacional secuestran a Andrés Riaño Ravelo, empleado de una empresa contratista de Ecopetrol en el municipio de Saravena, departamento de Arauca.
13-14 de enero de 2018: El Secretario General de la ONU; Antonio Guterres, visita Colombia e insta a las partes a pactar una nueva tregua. "Si el ELN está dispuesto a acoger este llamado, el Gobierno haría lo propio", reiteró el Ministro de Defensa; Luis Carlos Villegas.
14 de enero de 2018: Insurgentes del ELN activan un explosivo en un tramo del Oleoducto Transandino en el municipio de Mallama, departamento de Nariño, provocando la contaminación de la cuenca del Río Güiza y su capa vegetal. De igual manera, se reportó la quema de un bus intermunicipal entre Saravena y Arauquita, departamento de Arauca.[cita requerida]
15 de enero de 2018: El Ministerio de Defensa reporta la captura de 22 insurgentes del ELN desde el término del cese al fuego, además de reportar un total de 13 acciones terroristas del grupo armado. Entre los detenidos está alias Walter, jefe del Frente de Guerra Central de la guerrilla.
20 de enero de 2018: Un ataque con explosivos del ELN en zona rural de Teorama (Norte de Santander) deja un soldado muerto y 2 más heridos.
21 de enero de 2018: El Jefe Negociador del Gobierno; Gustavo Bell, viajó a Quito con el objetivo de concretar un nuevo cese al fuego con el ELN sin éxito.
24 de enero de 2018: Seis guerrilleros muertos dejan combates entre el ELN y fuerzas conjuntas del Ejército y la Policía en zona rural de Valdivia (Bajo Cauca antioqueño).
26 de enero de 2018: Cuatro guerrilleros muertos, entre ellos un cabecilla, dejan combates entre el ELN y la Fuerza Pública en zona rural del municipio nortesantandereano de Chitagá.
29 de enero de 2018: El presidente Santos suspende negociaciones de paz: Tras la arremetida del ELN hecha contra miembros de la Policía en la Costa Atlántica entre el 26 y 28 de enero, donde fallecieron 10 uniformados y decenas quedaron heridos, el presidente Santos ordenó la suspensión de los diálogos de paz con el grupo insurgente hasta que vea un “mínimo de coherencia” por parte del grupo insurgente para buscar un nuevo cese al fuego y así reiniciar el quinto ciclo de negociaciones. Así mismo, ordenó a la Fuerza Pública arreciar las acciones militares contra la guerrilla del ELN.
1 de febrero de 2018: Un bombardeo realizado el 29 de enero por la Fuerza Aérea Colombiana a un campamento del ELN en el Chocó deja como resultado 3 guerrilleros muertos y 6 heridos.
7 de febrero de 2018: El ELN amenaza con un paro armado nacional entre el 10 y el 13 de febrero, esto como mecanismo de presión para que el gobierno regrese a al mesa de diálogos y así arrancar el quinto ciclo de negociaciones. También argumenta el grupo insurgente que el gobierno mantiene la persecución a dirigentes populares y judicializa la protesta social.
14 de febrero de 2018: Finaliza el paro armado del ELN con un saldo total de 16 ataques terroristas del grupo insurgente según datos de la CERAC (Centro de Recursos para el Análisis de Conflictos), repartidos entre los departamentos de Norte de Santander, Antioquia, Cesar, Arauca, Nariño y Cauca. Se incluyen atentados con explosivos en peajes y carreteras, hostigamientos a la Fuerza Pública, quema de vehículos y un secuestro. Los enfrentamientos con la Fuerza Pública dejaron un saldo de 4 guerrilleros, un policía y un soldado muertos. Se estiman las pérdidas por el paro armado de unos $4.000 millones de pesos. Aun así, el ELN insiste en reanudar el quinto ciclo de conversaciones para pactar un nuevo y mejorado cese al fuego.
18 de febrero de 2018. El ELN anuncia que no interferirá en las elecciones para el Congreso a realizarsen el 11 de marzo, declarando un cese al fuego unilateral durante ese tiempo, e invitó al gobierno a continuar con los diálogos de paz. Por su parte, la Fiscalía expidió órdenes de captura con Circulares Azul y Roja de la INTERPOL contra los miembros del Comando Central (COCE) del ELN, como resultado de las acciones hechas producto del paro armado realizado por esta guerrilla.
27 de febrero de 2018: Cinco soldados muertos y 13 heridos deja un ataque con explosivos de parte del ELN en zona fronteriza entre Colombia y Venezuela, entre los municipios nortesantandereanos de Cúcuta y Tibú.
1 de marzo de 2018: Un soldado muerto y 4 heridos deja un hostigamiento del ELN a una base militar en el municipio de Convención (Norte de Santander). Otro soldado resulta muerto en un enfrentamiento en zona rural de Simití (Bolívar).
5 de marzo de 2018: Dos policías muertos deja la activación de un artefacto explosivo al paso de una patrulla en jurisdicción de Caldono (Cauca), al parecer por miembros del ELN.
6 de marzo de 2018: Un bombardeo conjunto del Ejército y la Fuerza Aérea deja como resultado 10 guerrilleros del ELN muertos y 3 capturados con material de guerra en zona rural de Cáceres (Antioquia), entre los muertos figura alias Cachaco, cabecilla del frente de guerra presente en esta región del Bajo Cauca. Así mismo, el Ministerio de Defensa reportó 195 neutralizaciones o capturas y 34 muertes en desarrollo de operaciones militares contra el ELN en lo transcurrido del 2018.
12 de marzo de 2018: El presidente Santos ordena reanudar las negociaciones de paz: Debido al cumplimiento del ELN en el cese al fuego durante la jornada electoral, el gobierno ordena a su equipo negociador reanudar las conversaciones de paz con esta guerrilla en Quito, iniciando así el quinto ciclo de negociaciones para declarar un nuevo cese bilateral al fuego y evacuar los puntos de la agenda.
15 de marzo de 2018: Se reanuda el quinto ciclo de conversaciones para terminar con los primeros puntos de la agenda de paz y acordar un nuevo cese al fuego bilateral, esto último se acordó diálogarlo desde el 2 de abril.
22 de marzo de 2018: El EPL le declara la guerra al ELN: El ELN recibe un comunicado del grupo disidente del Ejército Popular de Liberación (EPL), donde este les declara la guerra en la región del Catatumbo, una guerra que empezó el 20 de marzo y deja hasta el momento un saldo de 12 muertos entre combatientes alzados en armas, afectando además las actividades cotidianas de unas 17.000 personas que viven en la región. Cabe resaltar que el gobierno nacional no reconoce a esta disidencia del EPL como grupo insurgente sino como Grupo Armado Organizado (GAO), conocidos desde 2016 como Los Pelusos. También deja un suboficial del Ejército muerto cuando sus tropas intentaron restablecer el orden en la zona.
24 de marzo de 2018: Un atentado de ELN contra el Oleoducto Transandino de Ecopetrol en Nariño deja un soldado muerto y 2 heridos.
2 de abril de 2018: En operativos del Ejército, llevados a cabo en el Catatumbo, se logró dar de baja a 2 guerrilleros del ELN; entre ellos, alias Breimar, cabecilla del Frente Luis Enrique León. Además, se logró la captura de un insurgente que actuaba como escolta de alias Breimar.
3 de abril de 2018: El ELN secuestra 4 personas en el casco urbano del municipio de Teorama (Norte de Santander), siendo liberados varios horas después en la región del Catatumbo.
18 de abril de 2018: Ecuador deja de ser sede de los diálogos y país garante del proceso de paz: El presidente ecuatoriano, Lenín Moreno, anuncia que Ecuador deja de ser garante y sede de las negociaciones con el ELN debido al secuestro y posterior asesinato, de parte de disidentes de las FARC comandados por alias Guacho, de tres periodistas de esta nación y el secuestro de 2 ecuatorianos más, suspendiendo de esta manera el quinto ciclo de negociaciones. Moreno exige como condición para continuar el diálogo en su país que el ELN abandone sus prácticas terroristas.
26 de abril de 2018: Dos soldados del Ejército fueron asesinados por miembros de la guerrilla del ELN en el municipio de Arauquita, departamento de Arauca.
5 de mayo de 2018: Cuba es elegida como nueva sede de los diálogos: En un comunicado conjunto entre el gobierno y el ELN, se acuerda continuar el quinto ciclo de negociaciones en otro de los países garantes del proceso: Cuba, eligiendo a su capital, La Habana, para instalar la nueva mesa de negociaciones.
10 de mayo de 2018: Se reanuda en Cuba el quinto ciclo de negociaciones suspendidas por Ecuador.
14 de mayo de 2018: El ELN declara cese al fuego unilateral por las elecciones presidenciales en Colombia, iniciándolo el 25 de mayo por 4 días, esperando el mismo gesto de parte del gobierno.
15 de mayo de 2018: EL ELN realiza un hostigamiento, por cerca de una hora, a una estación de Policía ubicada en zona rural de Santa Rosa del Sur en Bolívar, sin dejar muertos ni heridos, solo afectaciones materiales. Este mismo lugar, 4 meses atrás, fue víctima de otro ataque del ELN que dejó 2 policías muertos.
17 de mayo de 2018: En medio de un hostigamiento a una estación de policía, al parecer por miembros del ELN, es asesinado el subcomandante de la estación ubicada en zona rural del municipio de Simití (Bolívar). Al día siguiente, la Fuerza Pública captura a 5 miembros del ELN en la población de Campamento (Antioquia).
20 de mayo de 2018: Dos guerrilleros del ELN mueren en enfrentamientos con la Fuerza Pública, en zona rural del municipio de Hato Corozal, Casanare. El día anterior, había sido capturado un miembro de esta guerrilla en Norosí, sur de Bolívar. Al mismo tiempo, un diputado de la Asamblea Nacional de Venezuela denunció la masacre de 20 mineros, presuntamente a manos del ELN, en el Estado Bolívar, masacre que el régimen bolivariano de Nicolás Maduro ha ignorado ante la opinión pública.
31 de mayo de 2018: El ELN asesina un soldado en zona rural de Valdivia (Antioquia) mientras realizaba labores humanitarias durante la emergencia presentada en Hidroituango.
7 de junio de 2018: Un soldado muerto deja ataque de un francotirador del ELN, que estaba custodiando un tramo del oleoducto Caño Limón-Coveñas, en zona rural del municipio de Convención, Norte de Santander.
11 de junio de 2018: El ELN, a través de redes sociales, declara un cese al fuego unilateral desde el viernes 15 hasta el martes 19 de junio, por motivo de la segunda vuelta en las elecciones presidenciales de Colombia.
13 de junio de 2018: El presidente de Colombia envía a la canciller María Ángela Holguín y al senador Roy Barreras a reforzar el equipo negociador del gobierno en La Habana para concretar un nuevo y definitivo cese al fuego bilateral y un acuerdo marco con el ELN, con el objetivo de firmar la paz con el grupo insurgente antes del 7 de agosto, fecha en la que termina el mandato presidencial de Juan Manuel Santos.
15 de junio de 2018: Finalizó el quinto ciclo de negociaciones sin acordar el cese al fuego bilateral.
2 de julio de 2018: Arranca el sexto ciclo de negociaciones y el último del gobierno de Juan Manuel Santos, también podría ser el último ciclo de estas negociaciones ya que el presidente electo Iván Duque, del partido de derecha Centro Democrático, ha manifestado que impondrá condiciones al ELN para la continuidad de los diálogos, entre ellas, una concentración previa de todos los miembros de la guerrilla y el cese de sus actividades terroristas, condiciones que el ELN no estaría dispuesto a aceptar sin haber acordado los puntos de la agenda de paz, lo que podría llevar al fracaso los diálogos.
3 de julio de 2018: En zona rural del municipio de Argelia (Cauca) fueron encontrados los cuerpos de 7 personas asesinadas con armas de fuego las cuales, presuntamente, serían miembros de disidencias de las FARC que operan en esta región, donde el ELN también tiene actividad. El grupo insurgente negó su responsabilidad en el hecho condenando la acción; sin embargo, la Fiscalía General de la Nación tiene evidencias para creer que si serían responsables de la masacre, por lo que les imputó cargos por estos hechos a 6 cabecillas del Frente José María Becerra del ELN, quienes operan en la región.
4 de julio de 2018: Ocho infantes de marina quedan heridos luego de un ataque con explosivos, por parte del ELN, en zona rural de Buenaventura (Valle del Cauca).
8 de julio de 2018: Un soldado muerto y tres heridos dejan combates entre el Ejército de Colombia y el ELN en zona rural de San José del Palmar, Chocó.
23 de julio de 2018: El Ejército, la Policía y el CTI de la Fiscalía liberan un comerciante secuestrado por el ELN, 24 horas antes, en zona rural del municipio de Santa Bárbara (Santander). En el operativo de rescate, es dado de baja un cabecilla del Frente Efraín Pabón Pabón del ELN, además de 3 guerrilleros capturados. Por la liberación del comerciante, identificado como Marco Tulio Cáceres Herrera, la guerrilla iba a solicitar $1.000 millones de pesos (cerca de USD$345.000 dólares).
26 de julio de 2018: En combates que se llevaron a cabo en zona rural del municipio de San Pablo (Bolívar), entre la Fuerza Pública y el ELN, es dado de baja Jacob David Acuña, alias Samuelito, miembro de la Dirección Nacional de esta guerrilla y Comandante del Frente Darío Ramírez Castro, quien llevaba más de 30 años en el grupo guerrillero y cercano al Comandante en Jefe del ELN, Nicolás Rodríguez Bautista, alias Gabino. Según las autoridades, fue el responsable del secuestro del avión de Avianca en 1999.
29 de julio de 2018: El presidente Santos envía de nuevo a La Habana a la canciller Holguín y al Comisionado de Paz Rodrigo Rivera, acompañados del senador Iván Cepeda y el exministro Álvaro Leyva, a integrarsen una vez más al equipo negociador para lograr el cese al fuego bilateral y el acuerdo marco con el ELN antes del 7 de agosto, fecha en la que Juan Manuel Santos entrega la presidencia de Colombia al electo mandatario Iván Duque.
1 de agosto de 2018: Finalizó el sexto ciclo sin acordar el cese al fuego debido a "puntos sensibles" sobre los cuales las partes no llegaron a un acuerdo. La delegación del ELN deja en manos del nuevo gobierno la negociación del cese al fuego y la continuidad de los diálogos.
3 de agosto de 2018: En zona rural del municipio de Vigía del Fuerte (Chocó) fueron secuestrados, mientras realizaban labores de logística en una Zona Veredal donde estaban concentrados exguerrilleros de las FARC, 3 policías, un soldado y 2 civiles a manos del Frente de Guerra Occidental del ELN. Este hecho fue calificado por el gobierno como una violación al Derecho Internacional Humanitario (DIH), ya que el soldado estaba siendo evacuado de la zona por motivos de salud debido a una enfermedad tropical, requiriendo atención médica inmediata.

## Gobierno de Iván Duque y ELN: Suspenso sobre continuidad del proceso
7 de agosto de 2018: En su discurso de posesión como Presidente de Colombia, Iván Duque Márquez manifestó que, durante 30 días, evaluará con la ONU, la iglesia católica y los países garantes, los avances de la mesa de diálogos en los 17 meses que lleva el proceso de paz con el ELN, para definir si continúan los diálogos o no.
9 de agosto de 2018: El Ejército de Colombia denunció el secuestro, el día anterior, de 3 soldados regulares por parte del Frente Domíngo Laín del ELN en zona rural del municipio de Fortul, departamento de Arauca.
10 de agosto de 2018: Dos soldados muertos y uno herido deja ataque con explosivos del ELN en Saravena (Arauca). Ese mismo día, el ELN envía una prueba de supervivencia de José Leonardo Ataya, hijo del exgobernador de Arauca, Luis Eduardo Ataya, secuestrado hace 4 meses en zona rural del municipio de Arauca, quien presuntamente se encontraría en territorio venezolano. Así mismo, el presidente Duque exigió al ELN la liberación de todos los secuestrados que están en su poder si realmente tienen voluntad para continuar la negociación, ya que no aceptará el secuestro como medio de chantaje para la continuidad de los diálogos.
22 de agosto de 2018: En zona rural del municipio de El Tarra (Norte de Santander) las autoridades capturan a 5 miembros del ELN; entre ellos, alias Brayan, jefe de finanzas del grupo guerrillero en la zona del Catatumbo.
28 de agosto de 2018: Combates entre el Ejército y el ELN en zona rural de Arauquita (Arauca) dejan saldo de un soldado muerto y tres heridos.
5 de septiembre de 2018: Luego de no llegar a un acuerdo con el gobierno sobre los protocolos de seguridad para la liberación de los secuestrados, el ELN libera, de manera unilateral, a 3 soldados que habían secuestrado en Arauca hace casi un mes. Así mismo, Ecopetrol reportó un atentado en zona rural de Teorama (Norte de Santander) del oleoducto Caño Limón-Coveñas perpetrado, al parecer, por el ELN.
7 de septiembre de 2018: Terminado el plazo dado un mes atrás, el presidente Duque anuncia que esperará la liberación de todos los secuestrados que el ELN tiene en su poder para el reinicio de los diálogos, con nuevos condicionamientos como la suspensión total de sus actividades terroristas.
12 de septiembre de 2018: El ELN liberó, de manera unilateral, a 6 personas (3 policías, 1 soldado y 2 civiles) que habían secuestrado en Chocó hace más de un mes, entregados a una comisión humanitaria encabezada por el Comité Internacional de la Cruz Roja (CICR). El presidente Duque celebró esta liberación pero ratificó que no habrá reinicio de los diálogos hasta que sean liberados el resto de secuestrados en manos del ELN y que este grupo guerrillero cese definitivamente sus actividades terroristas de toda índole, condiciones que el ELN rechaza calificándolas de "inaceptables" al haber pactado con el anterior gobierno efectuar los diálogos en medio de la confrontación armada mientras no se pacte un cese al fuego bilateral.
14 de septiembre de 2018: El ELN confirmó el secuestro de una menor indígena de 15 años en el departamento del Chocó, acusándola de ser informante de las Fuerzas Armadas. El ELN manifestó que, con esta acción, el gobierno colombiano incumple el Derecho Internacional Humanitario involucrando a población no combatiente en la confrontación armada contra esta guerrilla, ya que la menor de edad, según el grupo insurgente, admitió su papel como colaboradora de las Fuerzas Armadas de Colombia. El ELN aseguró que, a más tardar, en 8 días, entregarán la menor a las autoridades respetando su integridad durante su cautiverio.
19 de septiembre de 2018: El ELN liberó la niña de 15 años que habían secuestrado en Chocó, la cual habían acusado de ser informante de la Fuerza Pública. Así mismo y a través de una resolución, el presidente Iván Duque ordenó la disolución el equipo negociador, nombrado en el gobierno anterior, para los diálogos de paz con el ELN, decisión tomada porque a la fecha no está activa la mesa de diálogos con el grupo subversivo, debiendo cumplir como presidente con este trámite administrativo. Duque reafirmó que no habrá un nuevo equipo negociador de paz hasta que el ELN libere a todos los secuestrados (el gobierno calcula que aún hay 10 secuestrados en manos de esta insurgencia) y que se comprometan a cesar sus acciones criminales.
27 de septiembre de 2018: Venezuela deja de ser garante del proceso de paz. El presidente Duque anunció que no reconocerá más a Venezuela como garante del proceso de paz, acusando a este país de alojar y proteger en su territorio a cabecillas y miembros del ELN, desde donde planean actos terroristas contra el pueblo colombiano. Así mismo denunció, junto a 5 países más, al régimen bolivariano de Nicolás Maduro ante la Corte Penal Internacional (CPI) por crímenes contra el pueblo venezolano.
3 de octubre de 2018: Interpol expide Circular Roja contra el comandante en jefe del ELN, Nicolás Rodríguez Bautista, alias Gabino.
6 de octubre de 2018: Combates entre la Armada y el ELN en zona rural de Juradó (Chocó) terminan con la muerte de alias Fermín, cabecilla del ELN en esta zona del país.
10 de octubre de 2018: El ELN envía una nueva prueba de supervivencia de José Leonardo Ataya, quien lleva 6 meses secuestrado por el grupo subversivo.
16 de octubre de 2018: Familiares de Andrés Riaño Ravelo, empleado de una empresa contratista de Ecopetrol, le piden al ELN pruebas de supervivencia de su ser querido, quien lleva 9 meses en poder de esta guerrilla y del cual no han tenido noticias sobre su suerte y paradero. Ese mismo día, un diputado de la Asamblea Nacional de Venezuela denunció en su país una nueva masacre de mineros ocurrida el día 14 de ese mes, perpetrada al parecer por el ELN, en el sur del Estado Bolívar, donde la Fuerza Armada Nacional Bolivariana encontró 7 cadáveres con tiros de gracia. El diputado de oposición denuncia también 16 desaparecidos y 6 heridos reportados por los pobladores del lugar; todo apunta a una presunta guerra entre el ELN y las mafias locales por el derecho a explotar los recursos naturales de la zona con el agravante de la presencia guerrillera en el vecino país, denunciando una alianza entre el ELN y las autoridades del estado con el beneplácito de Caracas. Por su parte, el gobierno de Nicolás Maduro no dio una versión oficial de los hechos.
17 de octubre de 2018: Interpol expide Circular Roja contra Gustavo Aníbal Giraldo, alias Pablito, miembro del Comando Central (COCE) del ELN.
1 de noviembre de 2018: Combates entre la Fuerza Pública y el ELN en zona rural de Tarazá (Antioquia) dan como resultado el abatimiento de Rumaldo Antonio Barrientos, alias El Gurre, cabecilla en esta zona del país, así como la captura de otro guerrillero y la entrega de un menor de edad en las filas insurgentes.
4 de noviembre de 2018: El Alto Comisionado Para la Paz, Miguel Ceballos, confirmó que el ELN tiene en su poder a la comerciante Diana María Toro, secuestrada el 27 de septiembre de este año en zona semiurbana del municipio de Amagá (Antioquia) denunciando, con estas acciones, la poca voluntad de parte del ELN para continuar los diálogos de paz. De igual manera, confirmó el secuestro de Freddy Arlendy Rangel, realizado por el grupo insurgente el 24 de julio de este año. Los dos secuestrados estarían, según información del Comisionado de Paz, en manos del Frente de Guerra Occidental ubicado en el Chocó. De los otros dos secuestrados confirmados (José Leonardo Ataya y Andrés Riaño Ravelo) se tiene información que se encontrarían en territorio venezolano. Así mismo, combates entre el ELN y la Guardia Nacional de Venezuela en zona fronteriza de este país con Colombia (Estado Amazonas) dejan como saldo 4 militares muertos y 10 heridos, esto como retaliación del grupo insurgente por la captura en Venezuela del jefe guerrillero Luis Felipe Ortega, alias Garganta, confirmando la presencia del ELN en el vecino país negada constantemente por el presidente venezolano Nicolás Maduro. Al día siguiente, el Ministerio de Defensa de Venezuela confirmó que fueron 3 los militares muertos y 10 los heridos en combates contra "grupos paramilitares colombianos", acusando a este país de ser "incapaz" de lograr un acuerdo de paz para acabar el conflicto armado que sufre desde hace más de 60 años, diciendo que Venezuela es víctima de este.
6 de noviembre de 2018: Interpol expide 2 circulares rojas contra Eliécer Chamorro, alias Antonio García, y Rafael Sierra, alias Ramiro Vargas, miembros del Comando Central (COCE) del ELN. Con la expedición de estas circulares, solo Israel Pineda, alias Pablo Beltrán, jefe del equipo negociador del ELN con el gobierno, es el único miembro del COCE que no tiene orden de captura internacional.
8 de noviembre de 2018: El ELN realiza un nuevo atentado contra el oleoducto Caño Limón-Coveñas en zona rural de Cubará (Boyacá). 15 días después (22 de noviembre) realiza otro atentado al oleoducto en la misma zona.
10 de noviembre de 2018: Dos buses y un tractocamión incinerados, además de daños en varios vehículos automotores y un puente dinamitado, dejan dos incursiones armadas del ELN en la vía que conduce del interior del país a la Costa Atlántica en el departamento del Cesar, Posteriormente, enfrentamientos entre los responsables de estas incursiones y la Policía Nacional dejan un saldo de 5 heridos, todos civiles víctimas del fuego cruzado. El día anterior, el presidente de Venezuela, Nicolás Maduro, ofreció al gobierno de Colombia sus servicios como mediador en la reactivación de los diálogos de paz con el ELN. El día siguiente a los atentados, el ELN envía una prueba de supervivencia de Andrés Riaño Ravelo, empleado de un contratista de Ecopetrol secuestrado hace 10 meses en Arauca.
13 de noviembre de 2018: El ELN deja en libertad a José Leonardo Ataya, uno de los 4 secuestrados confirmados que tenía el grupo subversivo, luego que su familia pagara la suma exigida por la guerrilla para su liberación.
20 de noviembre de 2018: El gobierno de Colombia solicita a Cuba y a Venezuela la entrega a las autoridades colombianas de los miembros del COCE que tienen Circular Roja de Interpol y que se encuentran en sus territorios, según datos de inteligencia colombiana. Al día siguiente, el ELN designa como miembro del equipo negociador con el gobierno colombiano a su máximo comandante Nicolás Rodríguez Bautista, alias Gabino, quien se presume está en Cuba realizándose tratamientos médicos desde hace varios meses con autorización del anterior gobierno; así mismo, reduce los miembros de su equipo negociador de 24 a 14 integrantes ratificando a alias Pablo Beltrán como jefe del equipo negociador de la guerrilla. Al respecto, el Comisionado de Paz manifiesta que la facultad de aceptar o no el nombramiento de Gabino en la mesa de negociaciones es exclusiva del presidente Iván Duque, ratificando una vez más que para continuar el proceso de paz el ELN debe liberar a todos los secuestrados en su poder y acabar de manera definitiva sus actividades terroristas.
26 de noviembre de 2018: Tropas de la Infantería de Marina se enfrentan con miembros del ELN en zona rural del municipio de Bajo Baudó (Chocó), dejando como saldo un guerrillero muerto y 5 infantes de marina heridos. El abatido insurgente era alias Miller, cabecilla del ELN en esta zona del país.
28 de noviembre de 2018: Tropas del Ejército capturan a 3 miembros del ELN y dan de baja a otro en el Catatumbo. Entre los capturados esta alias Carlos Acosta, hombre clave del Frente Nororiental del ELN, quien se encargaba de las actividades de fabricación y comercialización de narcóticos en la región. Ese mismo día, el jefe negociador del ELN, alias Pablo Beltrán, confirmó que el máximo comandante en jefe del ELN, alias Gabino, se encuentra en Cuba enfermo y hospitalizado, sin informar la enfermedad o dolencia que sufre el jefe guerrillero.
7 de diciembre de 2018: Dos soldados quedan heridos en medio de un combate contra el ELN en zona rural de Hacarí (Norte de Santander). Al día siguiente, un ataque terrorista del ELN en una vía nacional ubicada en Tarazá (Antioquia) deja como resultado 6 vehículos incinerados y un conductor herido al no acatar la orden de la guerrilla de detener el automotor.
9 de diciembre de 2018: Una mujer es detenida en Morales (Bolívar), acusada de ser parte de la red de apoyo del ELN en esta zona del país.
17 de diciembre de 2018: El ELN anuncia una tregua de fin de año desde el 24 de diciembre hasta el 3 de enero de 2019 para "aportar un clima de paz para fin de año", solicitando además al gobierno retomar la mesa de negociación. Por su parte, el gobierno manifiesta que continuaran las acciones militares contra el ELN.
23 de diciembre de 2018: El Ejército frustra ataque del ELN a un puente vehicular en el municipio de Chitagá (Norte de Santander).
27 de diciembre de 2018: El ELN libera en Arauca a Andrés Riaño Ravelo, ingeniero secuestrado desde el mes de enero de este año.

## 2019: Rompimiento del proceso de paz
1 de enero de 2019: Un soldado muere en combates contra el ELN en zona rural de San Calixto (Norte de Santander).
11 de enero de 2019: Un helicóptero de una empresa de seguridad que transportaba $1.700 millones de pesos fue derribado en zona rural de Hacarí (Norte de Santander). El aparato fue destruido, el dinero hurtado y los tripulantes secuestrados. Días después, el ELN confirma ser el autor material del hecho y manifiesta tener retenidos a los tripulantes del helicóptero y su voluntad para liberarlos.
17 de enero de 2019: Atentado contra la escuela de policía General Santander: Un carro bomba es activado en el interior de la Escuela de Cadetes de Policía General Santander, dejando como resultado más de 20 muertos y casi 100 heridos. Entre los muertos se encuentran el autor material, José Aldemar Rojas Rodríguez, y una cadete de Ecuador que se encontraba en etapa de formación. Más tarde, la Fiscalía General de la Nación y el Gobierno de Colombia confirmaron que el autor material era miembro de la guerrilla del ELN, haciendo responsable a esta guerrilla del acto terrorista.
18 de enero de 2019: Disolución de la mesa de conversaciones: Debido al ataque contra la escuela de cadetes, el presidente Iván Duque ordenó el levantamiento de la suspensión de las órdenes de captura a los 10 miembros del ELN que integraban la delegación de paz de ese grupo en Cuba, revocando la resolución que creaba las condiciones que permitían su permanencia en ese país y exigiendo al gobierno cubano la captura de estos al reactivarse las circulares rojas de Interpol, pasando el gobierno colombiano por alto los protocolos pactados entre el anterior gobierno y el ELN en caso de romperse la mesa de negociación, argumentando que el atentado contra la Escuela de Cadetes de Policía es una violación del Derecho Internacional Humanitario (DIH), argumento apoyado por el Consejo de Seguridad de las Naciones Unidas y la Corte Interamericana de Derechos Humanos (CIDH). Con esta acción, el mandatario puso fin al proceso de paz que se venía realizando con esa guerrilla.

## Gobierno de Gustavo Petro y ELN: Reactivación de los diálogos de paz
8 de agosto de 2022: El nuevo presidente de Colombia, Gustavo Petro Urrego, anunció que los diálogos de paz con la guerrilla del ELN están "por reiniciarse".
9 de agosto de 2022: Viaja una delegación guberamental a Cuba para contactar al equipo negociador del ELN, con el fin de retomar las conversaciones de paz.
12 de agosto de 2022: El gobierno Petro reconoce a los negociadores del ELN.
13 de agosto de 2022: El ELN libera a nueve personas secuestradas por ellos, una vez confirmados el reinicio de los diálogos de paz con el gobierno.
18 de agosto de 2022: El ELN libera a seis uniformados (cinco soldados y un policía) retenidos por ellos en Arauca, como gesto de paz ante el gobierno.
20 de agosto de 2022: El gobierno suspende las órdenes de captura y de extradición del equipo negociador del ELN, reactivadas durante el gobierno de Iván Duque.
14 de septiembre de 2022: Venezuela retorna como país garante: El presidente de Venezuela, Nicolás Maduro, acepta la invitación, hecha por el presidente Petro a través de una carta, para que Venezuela retome su papel como garante en el proceso de paz con el ELN.
4 de octubre de 2022: El presidente Gustavo Petro anuncia que en noviembre se reactivarán los diálogos de paz con el ELN.
5 de octubre de 2022: En rueda de prensa realizada en Caracas (Venezuela), los equipos negociadores del gobierno y del ELN acuerdan retomar la agenda pactada en el gobierno de Juan Manuel Santos y continuar sobre lo ya acordado, aunque con algunos cambios en la condiciones como las llamadas "lineas rojas" de ambos bandos.
16 de noviembre de 2022: El ELN anuncia la liberación de dos soldados secuestrados por el grupo subversivo el pasado 1 de noviembre en Arauca.
17 de noviembre de 2022: El presidente Petro anuncia a Otty Patiño, exmiembro de la antigua guerrilla del M-19 (igual que el actual presidente de Colombia), como Jefe del Equipo Negociador del Gobierno en los diálogos de paz con el ELN.
21 de noviembre de 2022: Reinicio de los diàlogos de paz: En un hotel de Caracas, el gobierno y el ELN inician de manera oficial los diálogos de paz para el desarme y reintegración a la vida civil del grupo insurgente.
25 de noviembre de 2022: El Gobierno y el ELN llegan a los primeros acuerdos sobre invitación a países para acompañar el proceso de paz, así como la solicitud de acompañamiento de la ONU en el proceso.
3 de diciembre de 2022: El presidente Petro anuncia un punto de acuerdo entre el gobierno y el ELN, permitiendo el regreso de toda población desplazada por el grupo subversivo a sus tierras de origen.
10 de diciembre de 2022: El Secretario General de la ONU, Antonio Guterres, acepta la invitación conjunta del gobierno y el ELN para que las Naciones Unidas acompañen los diálogos de paz entre las partes. El ELN anuncia la liberación de dos menores en Arauca, retenidos hace 15 días por el grupo subversivo.
13 de diciembre de 2022: El gobierno de Colombia y el ELN cierran la primera ronda de negociaciones en Caracas.
15 de diciembre de 2022: El ELN inicia un Paro Armado en el Chocó y el Valle del Cauca, en respuesta a una presunta arremetida paramilitar, anuncio rechazado por el gobierno nacional.
21 de diciembre de 2022: EL ELN levanta el Paro Armado, tras anunciar una tregua de fin de año por parte de este grupo subversivo.
27 de diciembre de 2022: EL ELN anunció la liberación de un suboficial de la Armada Nacional, secuestrado 14 días atrás en Arauca, y un comerciante, secuestrado 11 días atrás en el Catatumbo, Norte de Santander.
31 de diciembre de 2022: El gobierno nacional, por medio del presidente Petro, anunció un cese al fuego bilateral por seis meses con cinco grupos armados ilegales; entre ellos, el ELN.
Crisis por el Cese al Fuego
3 de enero de 2023: El ELN niega, por medio de un comunicado, que haya acordado con el gobierno un cese al fuego bilateral, manifestando que la propuesta se debe de discutir en el próximo ciclo de negociaciones.
9 de enero de 2023: El ELN manifiesta que los comunicados unilaterales del gobierno respecto al cese al fuego han dejado la mesa de negociación en una "crisis".
11 de enero de 2023: Al no haberse acordado cese al fuego bilateral entre las partes el Ejército retoma las operaciones militares, por órdenes del gobierno, contra el ELN. Las comunidades indígenas del departamento de Arauca reportan combates entre las Disidencias de las FARC-EP y el ELN, dejando como saldo diez insurgentes de las disidencias muertos.
21 de enero de 2023: El gobierno colombiano y el ELN superan el impase de los comunicados unilaterales del presidente Petro y anuncian el 13 de febrero como fecha para el inicio del segundo ciclo de negociaciones.
30 de enero de 2023: El ejército mata a nueve combatientes del ELN en la zona rural de Buenaventura. En la operación también muere un soldado.
7 de febrero de 2023: El ELN anuncia Paro Armado en sus territorios de incidencia nacional entre el 10 y el 13 de febrero.
13 de febrero de 2023: Segundo Ciclo de Negociaciones. Inicio en México del segundo ciclo de negociaciones, buscando acordar el cese al fuego bilateral y la participación política de la sociedad, primer punto de la agenda de paz.
8 de marzo de 2023: El Sargento del Ejército de Colombia, Libey Danilo Bravo, es liberado por el ELN en zona rural de Arauca y entregado a una Comisión de la Defensoría del Pueblo, luego de haber sido secuestrado por el grupo insurgente durante 22 días en Arauquita.
10 de marzo de 2023: Con presencia de la Vicepresidenta de Colombia, Francia Márquez, culmina la segunda ronda de negociaciones, con el compromiso de ambas partes de continuar el diálogo para el cese al fuego y la participación política de la sociedad en la tercera ronda a desarrollarse en La Habana (Cuba), sin fecha por definir.
29 de marzo de 2023: Un ataque del ELN a una base militar en zona rural del municipio de El Carmen (Norte de Santander) dejó como resultado nueve militares muertos y ocho heridos.
5 de abril de 2023: Un informe del Centro de Recursos para el Análisis de Conflictos (CERAC), señaló que el ELN triplicó su accionar violento en el mes de marzo con 11 ataques a infraestructura, incluyendo el ataque a la base militar de El Carmen, donde murieron 9 militares y 10 en total quedaron heridos.
8 de mayo de 2023: Un nuevo informe de la CERAC indica que el ELN ha realizado durante el mes de abril de 2023 un total de 28 acciones armadas, dejando un total de 4 personas muertas, 28 heridas y 5 secuestradas, siendo liberadas de manera posterior por esa guerrilla.
30 de mayo de 2023: Tercer Ciclo de Negociaciones. Inicia en La Habana (Cuba) el tercer ciclo de negociaciones entre el gobierno nacional y el ELN, teniendo como tema principal el cese al fuego bilateral.
Segundo Cese al Fuego
9 de junio de 2023: Cierre Tercer Ciclo de Negociaciones. Con presencia del Presidente de Colombia, Gustavo Petro, Se cierra en Cuba el Tercer Ciclo de Negociaciones entre el gobierno y el ELN, pactando un Cese al Fuego entre las partes por 6 meses desde el 3 de agosto. En su discurso, el presidente Petro fija como plazo para pactar la paz con el grupo guerrillero en mayo de 2025.
14 de agosto de 2023: Inicio Cuarto Ciclo de Negociaciones. Inicia en Caracas (Venezuela) el cuarto ciclo de negociaciones entre el gobierno y el ELN, teniendo como eje principal la evaluación del Cese al Fuego entre las dos partes y de la instalación del Comité Nacional de Participación, instalado el 2 de agosto y creado para recoger las propuestas de la sociedad civil durante la negociación, según lo acordado en el primer punto de la agenda de paz (Participación de la Sociedad Civil).

## Equipos negociadores
- Gobierno de Juan Manuel Santos: Jefe del equipo negociador: Juan Camilo Restrepo (hasta el 8 de enero de 2018), Gustavo Bell Lemus (hasta el 3 de agosto de 2018). Miembros de la delegación negociadora hasta el 3 de agosto de 2018: Luz Helena Sarmiento (geóloga, exministra del gobierno de Santos, experta en temas medioambientales), Juan Sebastián Betancur (exembajador en Italia), Juan Mayr (ambientalista y activista ecológico, exministro en el gobierno de Pastrana), Eduardo Herrera Berbel (general retirado, especialista en seguridad y paz, se retira del equipo negociador en diciembre de 2017), Freddy Padilla de León y Carlos Rojas (generales retirados que reemplazan a Eduardo Herrera en la delegación), Alberto Fergusson (Universidad del Rosario), Angelika Rettberg (Universidad de Los Andes), Socorro Ramírez (Universidad Nacional), José Noé Ríos (exministro de Trabajo de Santos), Rodrigo Rivera (Comisionado de Paz hasta el 12 de agosto de 2018), Alejandro Reyes Lozano (delegado).[12][156]

- Gobierno de Gustavo Petro: 
  - Jefe del Equipo Negociador: Otty Patiño (politólogo y escritor, exmilitante del M-19 y constituyente) (desde el 20 de octubre de 2022).
  - Miembros de la delegación negociadora: 
    - Álvaro Leyva (Canciller y constituyente).
    - Danilo Rueda (teólogo y Alto Comisionado para la Paz).
    - Iván Cepeda (filósofo y senador, hijo del asesinado líder del PCC, Manuel Cepeda y de la líder comunista Yira Castro).
    - María José Pizarro (hija del excomandante del M-19 y excandidato presidencial, Carlos Pizarro Leongómez, artista y senadora)
    - Rodrigo Botero García (zootecnista, exdirector de Parques Nacionales Naturales y miembro del Consejo del Fondo Asesor Noruego por los Derechos Humanos).
    - Orlando Romero (contralmirante en retiro de la Armada Nacional de Colombia y exmiembro de la mesa de negociación con las FARC-EP)
    - Horacio Guerrero (antropólogo, asesor del Ministerio del Interior en temas indígenas y exdirector de asuntos indígenas del Ministerio del Interior durante el Gobierno de Juan Manuel Santos)
    - Olga Silva López (defensora de Derechos Humanos y de los derechos de la niñez)
    - Dayana Urzola (antropóloga, lideresa indígena y miembro de la Red de Jóvenes de América Latina y el Caribe)
    - José Félix Lafaurie (economista, exviceministro de agricultura en el Gobierno de Álvaro Uribe y presidente de la Federación Nacional de Ganaderos)
    - Rosmery Quintero (licenciada en ciencias de la educación y presidenta de la Asociación Colombiana de las Micro, Pequeñas y Medianas Empresas).
    - Carlos Rosero (antropólogo y líder afrocolombiano).
    - Álvaro Matallana (Coronel en retiro del Ejército Nacional de Colombia).
    - Darío de Jesús Monsalve Mejía (filósofo, teólogo y sacerdote católico y Arzobispo de Cali).
    - Jesús Alberto Castilla (tecnólogo en obras públicas, líder campesino y exsenador).
    - Hugo López (General del Ejército Nacional y Director de Sanidad Militar).
    - Mábel Lara (periodista).
    - María Jimena Duzán (periodista).
    - Nigeria Rentería (abogada, exsecretaria general de Quibdó, exsecretaria general de Cali, exalta consejera para la mujer y exnegociadora del Gobierno con las FARC).
    - Adelaida Jiménez (licenciada en teología y educación, pastora presbiteriana y miembro del Consejo Mundial de Iglesias).

- ELN: Jefe del equipo negociador: Israel Ramírez, Alias Pablo Beltrán. Miembros de la delegación negociadora: Nicolás Rodríguez, alias Gabino (máximo comandante en jefe del ELN, designado desde el 21 de noviembre de 2018), Víctor Cubides, alias Aureliano Carbonell (comandante), Bernardo Téllez (comandante), Gustavo Martínez (comandante, delegado), Consuelo Tapia (delegada), Silvana Guerrero (delegada), Elena Buitrago (delegada), Carlos Reyes (delegado).[157]